# Átviteli rendszerirányító
Az átviteli rendszerirányító (angolul: Transmission system operator, röviden: TSO) az együttműködő földgázrendszer, illetve a villamosenergia-rendszer olyan szereplője, mely nemzeti, illetve - egyes nagyobb országokban - regionális szinten látja el a vezetékes földgázszállítói, illetve a villamosenergia átviteli feladatait, továbbá felel az egyes szállítórendszerek energiaegyensúlyáért. Ez a fajta tevékenység - az egész nemzetgazdaságot érintő központi - jellegéből fakadóan természetes monopólium a világ legtöbb országában, mely azonban erősen szabályozott jogi környezetben és szigorú felügyelet mellett végezheti a tevékenységét. Magyarországon a TSO szerepét jelenleg a MAVIR Zrt., illetve az FGSZ Zrt. tölti be, a hatósági felügyeletüket pedig a Magyar Energetikai és Közmű-szabályozási Hivatal (MEKH) látja el.
A villamosenergia szektorban a TSO egyfelől a külföldről importált, illetve a hazai erőművek által megtermelt villamosenergiát szállítja el saját átviteli hálózatán, mint infrastruktúrán keresztül a villamosenergia elosztókhoz (DNO-k vagy DSO-k), másfelől a helyben fel nem használt villamosenergiát szállítja át az országon és adja át a határmetszékeken a szomszédos TSO-knak. Földgáz tekintetében hasonló a helyzet, csak erőmű helyett a földgázkitermelésből, illetve földgáztározókból és importból származó, onnan az együttműködő földgázrendszerbe betáplált földgázt szállítja el a gáz TSO a földgázelosztókhoz, illetve szállítja ki az országból és adja át a szomszédos TSO-knak. A villamos TSO, azaz a MAVIR a villamosenergia-rendszer egyensúlyának nyomon követésére, az esetleges beavatkozások elvégzésére országos hatókörű diszpécser központot (ODSZ) működtet.
Hasonló iparági szereplő még a független rendszerirányító (angolul: Independent System Operator, röviden: ISO), mely abban különbözik a TSO-tól, hogy nem birtokolja az energiaszállításhoz használt infrastruktúrát. ISO azonban jelenleg Magyarországon nem működik.

## Vonatkozó jogszabályok
- ↑ GET: 2008. évi XL. törvény a földgázellátásról (magyar nyelven). Nemzeti Jogszabálytár
- ↑ VET: 2007. évi LXXXVI. törvény a villamos energiáról (magyar nyelven). Nemzeti Jogszabálytár

## Fordítás
- Ez a szócikk részben vagy egészben  a   Transmission system operator című angol Wikipédia-szócikk fordításán alapul.  Az eredeti cikk szerkesztőit annak laptörténete sorolja fel. Ez a jelzés csupán a megfogalmazás eredetét és a szerzői jogokat jelzi, nem szolgál a cikkben szereplő információk forrásmegjelöléseként.